# Do I Hear a Waltz?
Do I Hear A Waltz? un musical con musiche di Richard Rodgers, versi di Stephen Sondheim e libretto di Arthur Laurents, tratta dalla commedia dello stesso Laurents The Time of the Cuckoo. Il musical è andato in scena a Broadway il 18 marzo 1965, presso il 46th Street Theatre, ed è rimasto in cartellone per 220 repliche. Il musical ottenne recensioni discrete, soprattutto grazie alla performance di Elizabeth Allen nel ruolo di Leona.

## Trama
La segretaria newyorchese Leona Samish arriva a Venezia (Someone Woke Up) e si reca al suo albergo, la pensione Fioria, dove viene accolta dalla padrona (This Week Americans). Qui incontra Eddie e Jennifer Yaeger, una coppia di americani che vivono a Roma e si trovano in vacanza a Venezia, e i McIlhenny, anziani turisti (What Do We Do? We Fly!).
Mentre è in giro a fare compere, Leona nota un calice di cristallo rosso rubino in una vetrina ed entra a curiosare; il proprietario, Renato Di Rossi, la informa che è un pezzo originale nel XVII secolo e non una riproduzione. Renato si offre di procurargliene un altro per farle avere la coppia, ma anche di portarla in giro e mostrarle le bellezze di Venezia. Leona rifiuta cortesemente, ma il giorno seguente torna e compra il calice; più tardi le viene consegnato in hotel un secondo calice, seguito a breve da Renato che le propone di prendere un caffè insieme a Piazza San Marco quella sera. Quando i McIlhenny le mostrano un servizio degli stessi calici, Leona pensa che Renato abbia frainteso il valore effettivo degli oggetti, ma la Signora Fioria le conferma che si tratta di autentici pezzi d'antiquariato.
Poco dopo arriva il giovane Vito, che dice a Leona che il padre arriverà in ritardo quella sera perché uno dei fratelli è malato e ha bisogno di un dottore. Leona capisce quindi che l'uomo è sposato e annulla l'appuntamento. Più tardi Renato la va trovare alla pensione e le rivela che lui e la moglie non si amano da anni, ma la legge italiana vieta il divorzio e comunque hanno i figli di cui occuparsi. Leona è turbata con la leggerezza con cui l'uomo parla di rapporti extraconiugali, ma è attratta da Renato e accetta di rivederlo. Anche gli Yaeger hanno problemi matrimoniali: Eddie è innamorato della Signora Fioria e decide di annullare ogni tentazione ritornando negli Stati Uniti.
Leona dà una festa nella pensione Fioria e Renato arriva con una collana di granato per lei: la donna è così deliziata dal regalo che decide di prolungare la permanenza a Venezia. Vito avverte il padre che il gioielliere vuole essere pagato e Leona, che ha sentito la conversazione, è felice di dargli i soldi. Più tardi però scopre che Renato ha una commissione sull'acquisto del monile e lo accusa di essersi interessato a lei solo per i suoi soldi. Renato se va, furioso.
Fioria e Jennifer tentano di consolare Leona che, ubriaca, rivela all'americana la tresca del marito con la padrone della pensione, per poi pentirsene immediatamente (Everybody Loves Leona). La mattina seguente gli Yaeger e i McIlhenny lasciano l'albergo, con gran sollievo della Signora Fioria (Last Week Americans). Dopo aver scoperto che Renato era passato prima che lei si svegliasse, Leona va al suo negozio per scusarsi. Ma l'uomo dice che una relazione tra i due sarebbe impossibile, data la mentalità complicata di Leona e per il fatto che i suoi sentimenti siano ormai svaniti. I due si separano da amici (Thank You So Much/Finale).

## Numeri musicali
Atto I
- Overture
- "Someone Woke Up" – Leona Samish
- "This Week Americans" – Signora Fioria
- "What Do We Do? We Fly!" – Cast
- "Someone Like You" – Renato Di Rossi
- "Bargaining" – Renato Di Rossi
- "Here We Are Again" – Leona Samish, Vito e Ragazzi
- "Thinking" – Renato Di Rossi e Leona Samish
- "No Understand" – Signora Fioria, Eddie Yaeger e Giovanna
- "Take the Moment" – Renato Di Rossi

Atto II
- "Moon in My Window" – Jennifer Yaeger, Signora Fioria e Leona Samish
- "We're Gonna Be All Right" (revised version) – Eddie Yaeger e Jennifer Yaeger
- "Do I Hear a Waltz?" – Leona Samish
- "Stay" – Renato Di Rossi
- "Perfectly Lovely Couple" – Leona Samish, Renato Di Rossi, Mr. McIlhenny, Mrs. McIlhenny, Jennifer Yaeger, Eddie Yaeger, Giovanna e Signora Fiora
- "Thank You So Much" – Renato Di Rossi e Leona Samish
- Finale

Canzoni eliminate
- "Two by Two" - Leona, Vito, ragazza, Eddie, Jennifer, Fioria, uomini, Mr. McIlhenny, Mrs. McIlhenny
- "We're Gonna Be All Right" – Eddie Yaeger eJennifer Yaeger
- "Everybody Loves Leona" - Leona (la canzone fu eliminata durante il rodaggio, ma reinserita nella partitura dalla produzione della George Street Playhouse del 1999)[2]
- "Perhaps"
- "Philadelphia"

## Sviluppo
Nel riadattare la propria pièce, Laurents si era immaginato l'adattamento musicale come un musical da camera con musiche di Richard Rodgers, libretto di Oscar Hammerstein II e Mary Martin nel ruolo della protagonista Leona Samish. Tuttavia, quando il progetto fu finalmente messo in cantiere, Hammerstein era già morto e Laurents e Mary Rodgers chiesero a Stephen Sondheim di subentrare come paroliere. Sondheim non era sicuro del progetto, ma non poteva rifiutarsi di collaborare al musical: non solo era amico di vecchia data di Mary Rodgers, la figlia del compositore, ma Laurents gli aveva procurato il primo successo proponendo il suo nome come paroliere per West Side Story; inoltre, il suo mentore Hammestein gli aveva chiesto di collaborare con Rodgers sul letto di morte. Tuttavia, sia Sondheim che Rodgers non credevano che la pièce di Laurents si prestasse ad un adattamento musicale. Il progetto originale di Laurents andò definitivamente in fumo quando Rodgers - che oltre a scrivere produceva anche il musical - rifiutò la Martin come protagonista, ritenendola troppo vecchia per la parte.
Franco Zeffirelli fu contattato per dirigere il musical, ma durante il meeting Rodgers si addormentò perché ubriaco; ciò allontanò il regista italiano dal progetto. L'alcolismo di Rodgers creò altri problemi durante le prove, soprattutto durante il rodaggio a Boston e New Haven. Laurents chiese a John Dexter di dirigere lo spettacolo, per poi pentirsene quando Dexter volle Elizabeth Allen e Sergio Franchi come protagonisti. Laurents infatti riteneva che la Allen fosse sì una brava attrice e cantante, ma troppo fredda per il ruolo, mentre considerava Franchi un pessimo attore. Dopo le prime repliche disastrose, Dexter si disinteressò al progetto e lasciò tutto nelle mani del suo assistente e coreografo Wakefield Poole. Herbert Ross fu chiamato a coreografare il musical e portò con sé la moglie, la prima ballerina Nora Kaye, che fece da intermediaria tra gli autori. Infatti, Rodgers, Laurents e Sondheim erano ai ferri corti gli uni con gli altri per svariate ragioni. Rodgers definì pubblicamente i versi di Sondheim "merda" e bandì Laurents dalla sala prova; l'amicizia tra il paroliere ed il librettista si incrinò a sua volta e i due interruppero ogni rapporto per anni dopo la prima di Do I Hear a Walts?.

## Produzioni
Dopo il rodaggio al Colonial Theatre di Boston e allo Shubert Theatre di New Haven, il musical debuttò al 46th Street Theatre di Broadway il 18 marzo 1965 e rimase in cartellone per 220 repliche fino al 25 settembre. Do I Hear A Waltz? ricevette recensioni contrastanti: se da un lato i critici apprezzarono l'adattamento musicale della pièce, dall'altra ritennero le canzoni inutili, la Allen troppo giovane e bella per il ruolo e confermarono le opinioni di Laurents sulla recitazione di Franchi. Il musical ottenne tre candidature ai Tony Award, ma perse in ogni categoria: miglior colonna sonora originale a Rodgers, miglior attrice protagonista in un musical alla Allen e miglior scenografia a Beni Montresor.
Nel maggio e giugno dell'anno successivo il musical andò in scena alla Paper Mill Playhouse in New Jersey, con Dorothy Collins nel ruolo di Leona e Ron Holgate in quello di Renato.
Il musical andò in scena per due settimane al Museum Theatre di Londra dal 13 al 27 ottobre 1991, con Jill Martin nel ruolo della Signora Fioria. Questa produzione fu riproposta al Cinema 1 del Barbican Centre nell'aprile del 1992.
Dopo aver visto una registrazione della versione londinese nel 1997, Sondheim riconsiderò la sua posizione iniziale e decise che non era il testo di per sé il problema, ma la colonna sonora di Rodgers. Dopo aver ricontattato Laurents, i due revisionarono in parte lo show e lo misero in scena alla George Street Playhouse (New Brunswick) dal 13 ottobre al 14 novembre 1999. La versione revisionata tornò in scena alla Pasadena Playhouse di Pasadena dal 15 luglio al 19 agosto 2001; il cast, che incise anche un album del musical, era composto da: Alyson Reed (Leona), Anthony Crivello (Renato) e Carol Lawrence (Fioria).
Il musical fu riproposto sulle scene londinesi altre due volte, al Landor Theatre nel 2003 e al Park Theatre di Finsbury Park nel marzo 2014.
Dopo 51 anni dal debutto, Do I Hear a Waltz? è tornato a New York per alcune repliche nel maggio 2016 al City Center Encores!, con Melissa Errico nel ruolo di Leona e Karen Ziemba in quello della signora Fioia.

## Discografia
- Do I Hear a Waltz? (Original Broadway Cast Recording): Elizabeth Allan, Sergio Franchi. Sony Broadway, 1965
- Do I Hear a Waltz? (Pasadena Playhouse): Alyson Reed, Anthony Crivello, Carol Lawrence. Fynsworth Alley, 2001